# ديروط

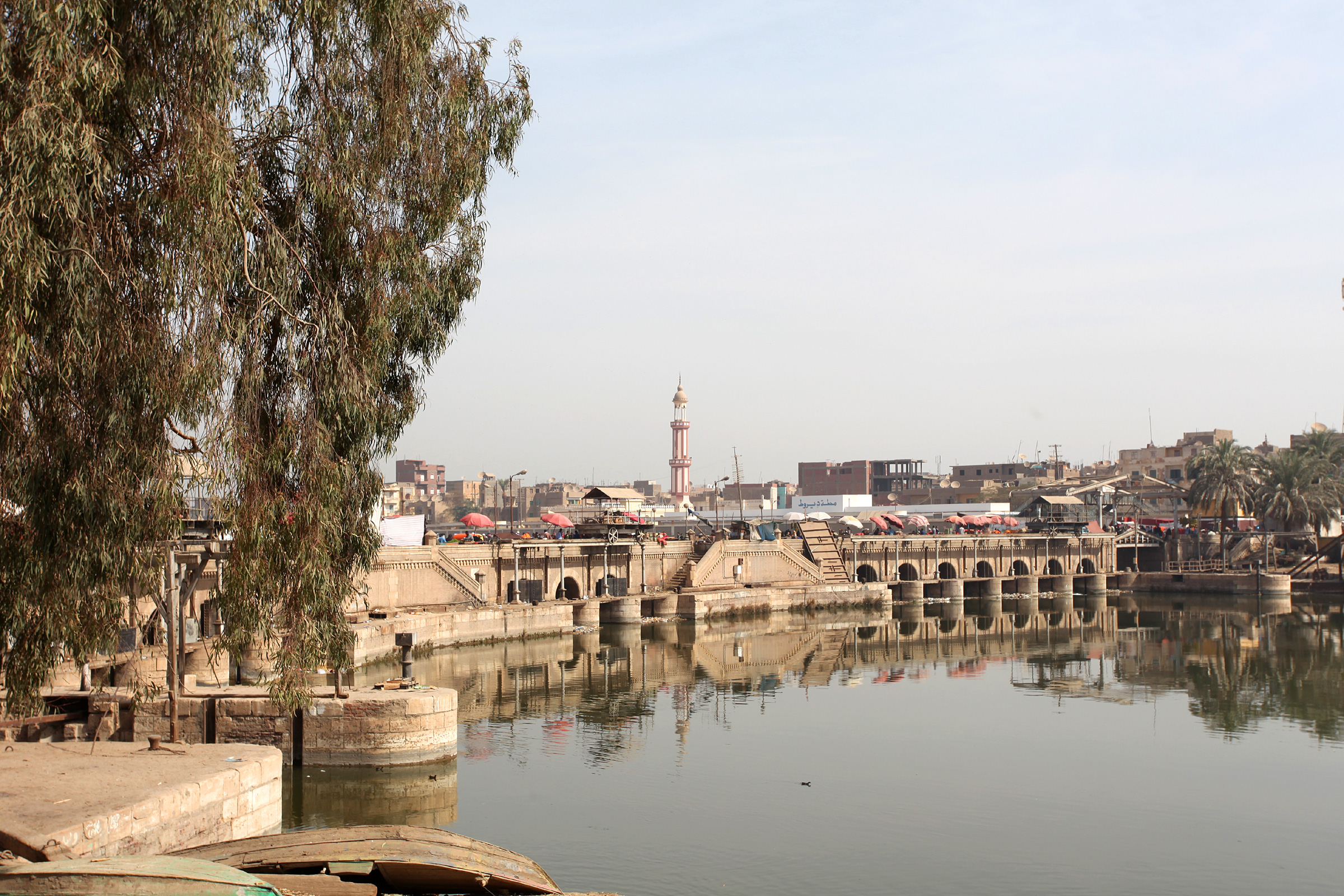
قناطر ديروط

ديروط هي مدينة ومركز إحدى أكبر مراكز محافظة أسيوط، التي تحتوي على حوالي 38 قرية كبرى، وقد سميت بهذا الاسم نسبة لأكبر قراها وأقدمها، وهي قرية ديروط الشريف والتي كانت تعرف قديما باسم تيروتي سارابام terot sarabam ثم حرفها العرب إلى ديروط، وتعني الشجرة الكثيفة أو الأم المرضعة.
وتنقسم القرى إلى قرى الشروق وقرى الغروب حسب موقع القرية بالنسبة للترعة الإبراهمية التي تقسم ديروط جزئين.

## المناخ
يظهر الجدول التالي التغييرات المناخية على مدار السنة لديروط:
| البيانات المناخية لـديروط               | البيانات المناخية لـديروط | البيانات المناخية لـديروط | البيانات المناخية لـديروط | البيانات المناخية لـديروط | البيانات المناخية لـديروط | البيانات المناخية لـديروط | البيانات المناخية لـديروط | البيانات المناخية لـديروط | البيانات المناخية لـديروط | البيانات المناخية لـديروط | البيانات المناخية لـديروط | البيانات المناخية لـديروط | البيانات المناخية لـديروط |
| الشهر                                   | يناير                     | فبراير                    | مارس                      | أبريل                     | مايو                      | يونيو                     | يوليو                     | أغسطس                     | سبتمبر                    | أكتوبر                    | نوفمبر                    | ديسمبر                    | المعدل السنوي             |
| --------------------------------------- | ------------------------- | ------------------------- | ------------------------- | ------------------------- | ------------------------- | ------------------------- | ------------------------- | ------------------------- | ------------------------- | ------------------------- | ------------------------- | ------------------------- | ------------------------- |
| متوسط درجة الحرارة الكبرى °م (°ف)       | 21.2 (70.2)               | 23.3 (73.9)               | 26.6 (79.9)               | 31.6 (88.9)               | 34.7 (94.5)               | 35.6 (96.1)               | 35.5 (95.9)               | 35.1 (95.2)               | 32.6 (90.7)               | 31 (88)                   | 26.8 (80.2)               | 22.3 (72.1)               | 29.7 (85.5)               |
| المتوسط اليومي °م (°ف)                  | 12.4 (54.3)               | 14.2 (57.6)               | 17.2 (63.0)               | 21.9 (71.4)               | 25.6 (78.1)               | 27.1 (80.8)               | 27.5 (81.5)               | 27.4 (81.3)               | 25.3 (77.5)               | 23.2 (73.8)               | 18.6 (65.5)               | 14.3 (57.7)               | 21.2 (70.2)               |
| متوسط درجة الحرارة الصغرى °م (°ف)       | 3.6 (38.5)                | 5.1 (41.2)                | 7.8 (46.0)                | 12.3 (54.1)               | 16.6 (61.9)               | 18.7 (65.7)               | 19.6 (67.3)               | 19.8 (67.6)               | 18.1 (64.6)               | 15.4 (59.7)               | 10.5 (50.9)               | 6.4 (43.5)                | 12.8 (55.1)               |
| الهطول مم (إنش)                         | 0 (0)                     | 1 (0.0)                   | 1 (0.0)                   | 0 (0)                     | 0 (0)                     | 0 (0)                     | 0 (0)                     | 0 (0)                     | 0 (0)                     | 0 (0)                     | 0 (0)                     | 1 (0.0)                   | 3 (0)                     |
| المصدر: Climate-Data.org, altitude: 47m |                           |                           |                           |                           |                           |                           |                           |                           |                           |                           |                           |                           |                           |